# Крекінг-установка в Хазірі
Крекінг-установка в Хазірі — підприємство нафтохімічної промисловості в індійському штаті Гуджарат. Одне з п'яти піролізних виробництв компанії Reliance Group (поряд з установками в Джамнагарі, Вадодарі, Дахеджі та Наготане — усі на північно-західному узбережжі Індії).
У 1997 році у Хазірі (портове місто на східному узбережжі Камбейської затоки в гирлі річки Тапті, за 10 кілометрів на захід від Сурата) ввели в експлуатацію установку парового крекінгу з потужністю по етилену 700 тисяч тонн на рік. Як сировину вона використовувала газовий бензин (naphta), споживаючи його до 2,5 млн тонн на рік. Станом на середину 2010-х років установка могла випускати вже 825 тисяч тонн етилену, крім того, піроліз важкої (як для нафтохімії) вуглеводневої фракції забезпечував виробництво пропілену (365 тисяч тонн на рік) та бутадієну (140 тисяч тонн).
На виробничому майданчику розміщені потужності з подальшої полімеризації олефінів в обсязі 440 тисяч тонн поліетилену та 430 тисяч тонн поліпропілену на рік. Другим напрямом використання етилену є виробництво полівінілхлориду потужністю 325 тисяч тонн. Що стосується бутадієну, то він спрямовується на введений в експлуатацію у 2014 році завод стірен-бутадієнової резини потужністю 150 тисяч тонн на рік (друге виробництво такого типу в Індії після запуску на початку 2010-х лінії при крекінг-установці в Паніпаті).
У 2010-х роках завдяки «сланцевій революції» в США на ринку з'явився великий ресурс етану. З метою покращення рентабельності Reliance Industries вирішила розпочати імпорт цього газу з подальшим використанням на кількох піролізних установках. Етан доставляється на спеціально споруджених під цей проєкт надвеликих етанових танкерах у порт Дахедж (дещо північніше Хазіри), після чого транспортується трубопроводом Дахедж — Наготане, який на своєму шляху до штату Махараштра проходить повз Хазіру. В останній навесні 2017 року розпочали модернізацію установки, яка дасть змогу  замістити частину газового бензину етаном.